# Pinus durangensis
Pinus durangensis ist eine Pflanzenart aus der Gattung der Kiefern (Pinus) innerhalb der Familie der Kieferngewächse (Pinaceae). Das natürliche Verbreitungsgebiet liegt in Mexiko, hauptsächlich in der Sierra Madre Occidental. Sie wird in der Roten Liste der IUCN als „nicht gefährdet“ eingestuft. Sie bildet große und gerade Stämme und ist ein wichtiger Holzlieferant.

## Beschreibung

### Erscheinungsbild
Pinus durangensis wächst als immergrüner Baum, der Wuchshöhen von 35 bis 40 Metern erreicht. Der Stamm steht meist aufrecht und gerade und erreicht einen Brusthöhendurchmesser von 80 bis 100 Zentimetern. Die Stammborke ist rau, schuppig und zerbricht in große, unregelmäßige, längliche, graubraune, unter Witterungseinfluss graue Platten, die durch flache, vertikale, dunkelbraune Risse getrennt sind. Die Äste sind lang und dünn und stehen meist waagrecht. Die niedrigeren Äste sind nach unten gebogen, die niedrigsten hängend. Die Krone ist rundlich. Junge Triebe sind unbehaart, orangebraun oder rötlich braun und meist glauk. Sie sind anfangs durch abgefallene Niederblätter rau und werden bis zum dritten Jahr glatt.

### Knospen und Nadeln
Die Niederblätter sind dunkelbraun, bis zu 15 Millimeter lang, an der Basis 3 bis 4 Millimeter breit, pfriemförmig, trockenhäutig, früh zurückgebogen und mit einem unregelmäßig gezackten und bewimperten Rand und einer geschwänzten Spitze versehen. Die vegetativen Knospen sind eiförmig und nicht harzig. Endständige Knospen sind 15 bis 20 selten bis 25 Millimeter lang bei Durchmessern von 10 bis 15 Millimetern. Die seitständigen Knospen sind kleiner. Die Nadeln wachsen meist zu fünft oder sechst, manchmal zu viert oder siebent selten zu acht in einer 20 bis 30 Millimeter langen, sich auf 10 bis 15 Millimeter verkürzenden Nadelscheide. Die Nadeln sind gelblich grün bis wächsern bläulich (glauk) grün, steif, gerade oder leicht gebogen, 14 bis 24 Zentimeter lang und 0,7 bis 1,1 Millimeter dick. Der Nadelrand ist fein gesägt, das Ende spitz bis stechend-spitz. Auf allen Nadelseiten gibt es deutliche Spaltöffnungsstreifen. Es werden meist drei seltener nur ein oder zwei oder bis zu fünf Harzkanäle gebildet. Die Nadeln bleiben zwei bis drei Jahre am Baum.

### Zapfen und Samen
Die Pollenzapfen sind zur Reife gelblich braun, eiförmig-länglich bis zylindrisch und 15 bis 30 Millimeter lang. Die Samenzapfen wachsen einzeln, in Paaren oder Wirteln von drei oder vier nahe den Enden der Zweige auf kurzen, dicken und bleibenden oder manchmal mit dem Zapfen abfallenden Stielen. Reife, geöffnete Zapfen sind eiförmig bis breit eiförmig, an der Basis leicht abgeflacht oder stumpf konisch geformt, leicht gebogen, meist 5 bis 9, selten bis 11 Zentimeter lang bei Durchmessern von 4 bis 6 selten bis 7 Zentimetern. Die selten ab 60 meist 75 bis 120 Samenschuppen sind dick holzig, breit länglich, gerade oder nahe der Zapfenbasis zurückgebogen. Bis auf die Schuppen nahe der Basis fallen sie früh mit der Abgabe der Samen ab. Die Apophyse ist meist erhöht, bei nahe der Zapfenbasis gelegene Schuppen flach, im Umriss rhombisch bis fünfeckig, deutlich quer gekielt, ockerfarben bis hell braun oder hell rötlich braun. Der Umbo liegt dorsal. Er ist erhöht, leicht zurückgebogen, quer gekielt und mit einem meist bleibenden seltener auch bald abfallenden Stachel bewehrt.
Die Samen sind bei einer Länge von 5 bis 6 Millimetern sowie einem Durchmesser von 4 bis 4,5 Millimeternt schief eiförmig, leicht abgeflacht, hellbraun bis grau und mit kleinen, dunklen Flecken versehen. Der Samenflügel ist schief, 14 bis 20 Millimeter lang, 6 bis 9 Millimeter breit, hell graubraun, durchscheinend mit einer leichten schwarzen Tönung.

## Ökologie
Auf Pinus durangensis wachsen mehrere Arten der Zwergmisteln (Arceuthobium) parasitär.

## Vorkommen und Gefährdung

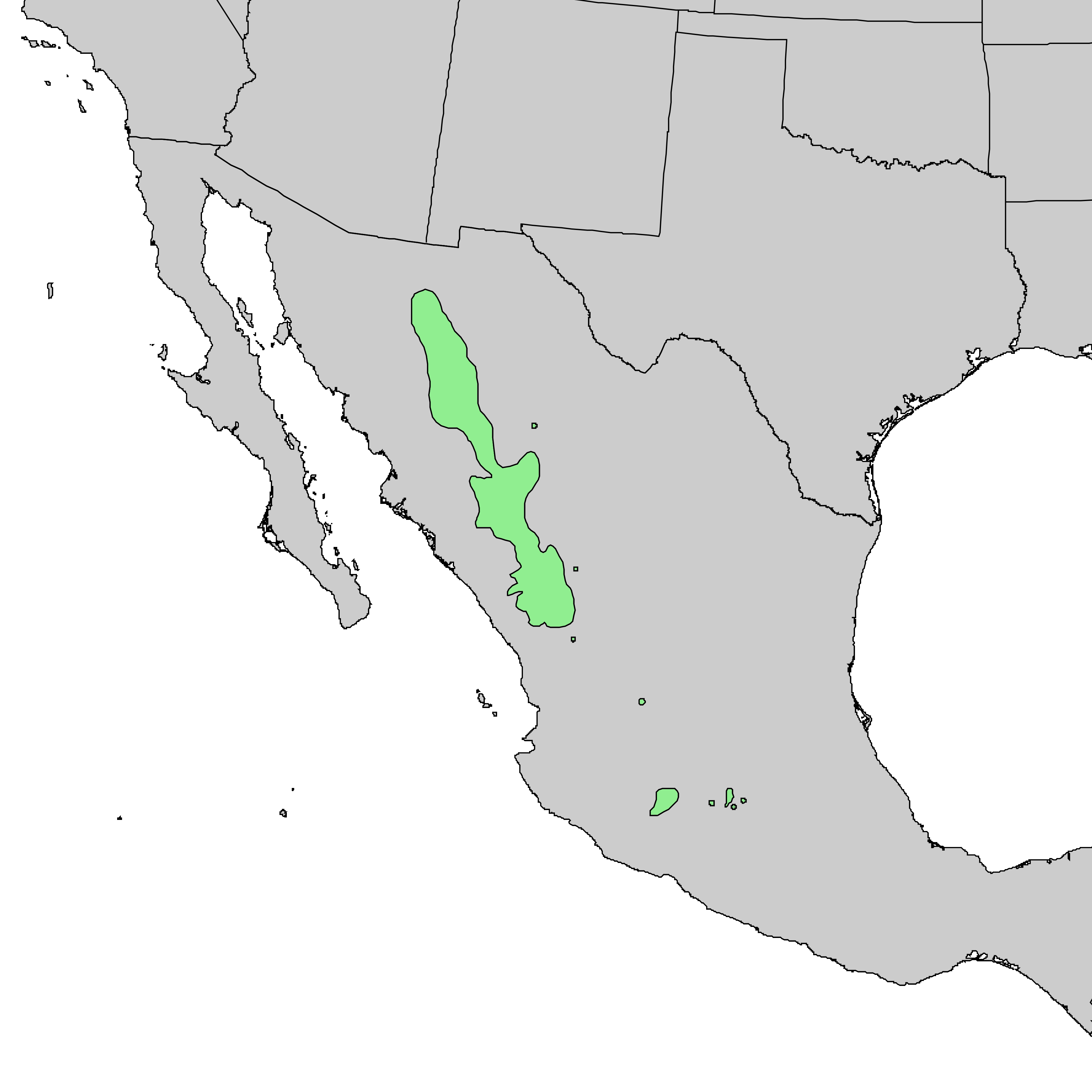
Verbreitungskarte

Das natürliche Verbreitungsgebiet von Pinus durangensis liegt in Mexiko im Süden des Bundesstaats Chihuahua, in Durango, im Osten von Sonora, in Jalisco, Zacatecas und im Norden von Michoacán.
Der Verbreitungsschwerpunkt von Pinus durangensis liegt in der Sierra Madre Occidental. Man findet sie in Höhenlagen von meist 1600 bis 2800 Metern, seltener schon ab 1400 Metern und vielleicht sogar bis 3000 Metern. Das Klima ist warm-gemäßigt, jedoch gibt es in höheren Lagen im kurzen Winter auch Kälteeinbrüche. Das Verbreitungsgebiet wird der Winterhärtezone 8 zugerechnet mit mittleren jährlichen Minimaltemperaturen zwischen −12,2 und −6,7 °Celsius (10 bis 20 °Fahrenheit). Die jährliche Niederschlagsmenge im Verbreitungsgebiet liegt zwischen 700 und 2800 Millimeter, wobei der größte Teil im Sommer fällt. Die Art kann auf flachem, felsigem Untergrund wachsen, man findet sie jedoch häufiger auf tiefgründigen Böden, auf denen sie sich erfolgreich gegenüber anderen Kiefernarten durchsetzt. Die Böden sind meist vulkanischem Ursprungs. In der Sierra Madre bildet sie einen wichtigen Teil der dort typischen Kiefernwälder und kann in Reinbeständen oder zusammen mit beispielsweise Pinus arizonica, Pinus leiophylla und Pinus engelmannii auftreten. Weitere Pinus-Arten, mit denen sie zusammen wächst, sind Pinus montezumae und Pinus teocote, im Süden des Verbreitungsgebiets Pinus ayacahuite. Man findet sie auch häufig in Mischwäldern aus Kiefern und Eichen. In den größten Höhenlagen wächst sie zusammen mit Tannen (Abies) und mit der Mexikanischen Zypresse (Cupressus lusitanica), in niedrigsten Lagen mit dem Alligator-Wacholder (Juniperus deppeana) und Pinus oocarpa.
In der Roten Liste der IUCN wird Pinus durangensis als „nicht gefährdet“ (= „Lower Risk/least concern“) eingestuft. Es wird jedoch darauf hingewiesen, dass eine Neubeurteilung aussteht. Pinus durangensis bildet große, gerade Stämme und das Holz wird stark genutzt, besonders im Bundesstaat Durango. Inzwischen sind dort ausgedehnte Reinbestände selten. In Mischwäldern und in abgelegenen Gebieten sind jedoch ausgewachsene und auch alte Bäume noch häufig. Schutz könnte trotzdem notwendig werden, um eine Übernutzung zu vermeiden.

## Systematik und Forschungsgeschichte
Die Erstbeschreibung von Pinus durangensis erfolgte 1942 durch Maximino Martínez in den Anales del Instituto de Biológia de la Universidad Nacional de México, Volume 13, Seite 23, f. 1–4. Das Typusexemplar stammt aus El Salto im Bundesstaat Durango. Das Artepitheton durangensis verweist auf den Auffindungsort des Typusexemplars im Bundesstaat Durango. Synonyme für Pinus durangensis Martínez sind: Pinus douglasiana var. martinezii (E.Larsen) Silba, Pinus martinezii E.Larsen.
Die Art Pinus durangensis gehört zur Untersektion Ponderosae aus der Sektion Trifoliae in der Untergattung Pinus innerhalb der Gattung Pinus.
Pinus durangensis hat mit meist fünf bis sechs und bis zu acht Nadeln je Nadelbündel die höchste Nadelanzahl aller Kiefern. Die Nadelzahl hängt zum Teil vom Breitengrad ab, weiter nördlich wachsender Kiefern zeigen meist eine geringere Anzahl. Noch weiter nördlich liegt das Verbreitungsgebiet von Pinus arizonica mit meist vier bis fünf Nadeln. Der Verwandtschaftsgrad dieser beiden Arten ist noch nicht vollständig geklärt und muss noch genauer untersucht werden. Auch zu Pinus ponderosa könnte ein näheres Verwandtschaftsverhältnis bestehen. Manchmal wird auch die Einordnung in die Untersektion Australes erwogen, doch wird die Art meist aufgrund der Struktur der Borke, der Nadeln und der Samenzapfen sowie aufgrund genetischer Untersuchungen eher der Untersektion Ponderosae zugeordnet.

## Verwendung
Pinus durangensis ist ein wichtiger Holzlieferant. Sie bildet große und gerade Stämme und ist beziehungsweise war weit verbreitet und zahlreich. Doch übertrifft die Abholzung den Zuwachs und eine Bewirtschaftung in Plantagen wurde nicht begonnen.
Das Holz wird als Bauholz für Dachstühle, für allgemeine Zimmermannsarbeiten, zur Herstellung von Möbeln und Böden und als Sperrholz verwendet.